# Villampuy
Villampuy település Franciaországban, Eure-et-Loir megyében. Lakosainak száma 298 fő (2022. január 1.). Villampuy Péronville, Varize, Villamblain és Villemaury községekkel határos.

## Népesség
A település népessége az elmúlt években az alábbi módon változott:
| Lakosok száma | 339  | 269  | 266  | 273  | 337  | 330  | 306  | 303  | 302  | 298  |
|               | 1968 | 1982 | 1990 | 2006 | 2013 | 2015 | 2017 | 2019 | 2020 | 2022 |